# Vuohisaari (ö i Kivijärvi, Talviaislahti)
Vuohisaari är en ö i Finland. Den ligger i sjön Kivijärvi och i kommunen Kivijärvi i den ekonomiska regionen  Saarijärvi-Viitasaari och landskapet Mellersta Finland, i den centrala delen av landet, 300 km norr om huvudstaden Helsingfors. Öns area är 5,5 hektar och dess största längd är 390 meter i öst-västlig riktning.